# Coriocella jayi
Coriocella jayi is een slakkensoort uit de familie van de Velutinidae. De wetenschappelijke naam van de soort is voor het eerst geldig gepubliceerd in 1995 door Wellens.